# Il ritorno di Lemminkäinen
Il ritorno di Lemminkäinen è un poema sinfonico del compositore finlandese Jean Sibelius. Fa parte della Lemminkäinen Suite (Quattro leggende dal Kalevala) Op. 22, scritta fra il 1893 eil 1895, basata sul poema epico Kalevala della mitologia finlandese.
E uno dei poemi meno noti del ciclo, anche se si fa notare immediatamente per la sua maestosità che sottolinea la determinazione dei finlandesi, il loro patriottismo e la loro storia, tanto ad arrivare ad avvicinarsi a uno degli altri più famosi ed epici poemi sinfonici di Sibelius, Finlandia.

## Argomento
Il poema è tratto parzialmente dal Runo 30 del Kalevala.
Lemminkäinen decide di tornare a Pohjola e cercare vendetta per l'attacco al suo popolo. Va dal suo vecchio compagno Tiera e gli chiede di unirsi a lui, per partire cosi entrambi per la battaglia. La padrona di Pohjola congela le acque per contrastare la barca e i suoi occupanti. Lemminkäinen affronta Pakkanen, la personificazione del gelo, racconta della sua origine, e lo sottomette. Lemminkäinen e Tiera lasciano la nave e si dirigono sul ghiaccio. Lottano per giorni, con un incantesimo congelano quindi il nemico. Per concludere prendono due potenti destrieri e insieme tornano a casa.

## Organico
La strumentazione è per grande orchestra, comprende:
due flauti (2º anche ottavino), due oboi (2º anche corno inglese), due clarinetti (2º anche clarinetto basso), due fagotti, quattro corni, tre trombe, tre tromboni, basso tuba, timpani, triangolo, grancassa, piatti, tamburo basco, arpa, archi